# Achaemenes kalongensis
Achaemenes kalongensis är en insektsart som beskrevs av Synave 1963. Achaemenes kalongensis ingår i släktet Achaemenes och familjen kilstritar. Inga underarter finns listade i Catalogue of Life.